# Nothocremastus desertus
Nothocremastus desertus là một loài tò vò trong họ Ichneumonidae.